# PanARMENIAN.net
PanARMENIAN.net е първата арменска интернет агенция и интернет портал със седалище в Ереван, Армения. Агенцията е мрежов информационно–аналитичен портал, един от проектите на обществена организация „PanArmenian Network“. Стартира на 2 април 2000 г. Порталът предоставя информация и анализ за основните събития в обществено–политическия живот на Армения, както и събития, протичащи по света, които са пряко или косвено свързани с Армения. Обхванати теми са – политика, Армения и светът, общество, икономика, регион, спорт, култура, информационни технологии и телекомуникации.